# Mictodoca toxeuta
Mictodoca toxeuta là một loài bướm đêm trong họ Geometridae.